# Kostanjevac (Berek)
Kostanjevac (1910 és 1981 között Kostanjevac Berečki) falu Horvátországban Belovár-Bilogora megyében. Közigazgatásilag Berekhez tartozik.

## Fekvése
Belovártól légvonalban 26, közúton 32 km-re délre, községközpontjától 11 km-re délkeletre, a Monoszlói-hegység keleti lejtőin, Begovača és Velika Mlinska között, a Suhi- és Ribnjak-patakok összefolyásánál fekszik.

## Története
A középkorban ez a vidék Garics várának uradalmához tartozott. A térséget 1544-ben szállta meg a török. A település délről a török hadakkal érkezett pásztorok letelepedésével keletkezett 1550 körül. A mintegy száz évnyi török uralom után a területre a 17. századtól folyamatosan telepítették be a keresztény lakosságot. Az itt maradtak mellé a 17. század közepén elsősorban a Lonja és a Szávamentéről, majd később Zengg és Lika vidékéről települt be a katolikus horvát lakosság.
1774-ben az első katonai felmérés térképén „Dorf Kosztainovecz” néven szerepel. A Horvát határőrvidék részeként a Kőrösi ezredhez tartozott. Lipszky János 1808-ban Budán kiadott repertóriumában „Kosztanyevecz” néven találjuk.  
Nagy Lajos 1829-ben kiadott művében „Kosztanjevecz” néven 60 házzal, 306 katolikus vallású lakossal találjuk. A település 1809 és 1813 között francia uralom alatt állt.
A katonai közigazgatás megszüntetése után Magyar Királyságon belül Horvátország része, Belovár-Kőrös vármegye Garesnicai járásának része lett. A településnek 1857-ben 386, 1910-ben 646 lakosa volt. Lakói mezőgazdaságból, állattartásból éltek. 1918-ban az új szerb-horvát-szlovén állam, majd később Jugoszlávia része lett. 1941 és 1945 között a németbarát Független Horvát Államhoz, majd a háború után a szocialista Jugoszláviához tartozott. A háború után a fiatalok elvándorlása miatt lakossága folyamatosan csökkent. 1991-től a független Horvátország része. 1991-ben lakosságának 97%-a horvát nemzetiségű volt. A délszláv háború idején mindvégig horvát kézen maradt. 2011-ben a településnek 143 lakosa volt.

## Lakossága
| Lakosság változása | Lakosság változása | Lakosság változása | Lakosság változása | Lakosság változása | Lakosság változása | Lakosság változása | Lakosság változása | Lakosság változása | Lakosság változása | Lakosság változása | Lakosság változása | Lakosság változása | Lakosság változása | Lakosság változása | Lakosság változása |
| ------------------ | ------------------ | ------------------ | ------------------ | ------------------ | ------------------ | ------------------ | ------------------ | ------------------ | ------------------ | ------------------ | ------------------ | ------------------ | ------------------ | ------------------ | ------------------ |
| 1857               | 1869               | 1880               | 1890               | 1900               | 1910               | 1921               | 1931               | 1948               | 1953               | 1961               | 1971               | 1981               | 1991               | 2001               | 2011               |
| 386                | 393                | 418                | 645                | 682                | 646                | 618                | 681                | 634                | 629                | 563                | 358                | 249                | 190                | 147                | 143                |

## Nevezetességei
A falu közepén, a főutca mellett áll Szent Erasmus tiszteletére szentelt római katolikus kápolnája.